# Atlides carpasia
Espèce
Atlides carpasia est une espèce de papillons de la famille des Lycaenidae, de la sous-famille des Theclinae et du genre Atlides.

## Dénomination
Atlides carpasia a été décrit par William Chapman Hewitson en 1868 sous le nom initial de Thecla carpasia.

### Noms vernaculaires
Atlides carpasia se nomme Jeweled Hairstreak en anglais.

## Description
Atlides carpasia est un petit papillon avec une très longue fine queue et une plus courte à chaque aile postérieure. Le dessus de couleur marron est très largement suffusé de vert doré aux ailes antérieures avec près du milieu du bord costal une tache double marron, alors qu'aux ailes postérieures la suffusion verte est discrète.
Sur le revers l'abdomen est orange, les ailes beige avec des dessins de lignes rouge dans la partie basale, entourant des points blancs, et, aux ailes postérieures un double pointillé blanc jaunâtre qui rejoint le bord externe au bord interne.

## Écologie et distribution
Il réside au Mexique, au Guatemala et au Honduras,.

### Protection
Pas de statut de protection particulier.